# Cor-ai (Stargate SG-1)
Cor-ai es el décimo sexto  episodio de la primera temporada de la serie de televisión de ciencia ficción Stargate SG-1.

## Trama
El SG-1 llega frente al edificio central de una aldea, en un planeta montañoso y con vegetación exuberante, que Teal'c reconoce y dice que se llama Carthago. Poco después, entrando en el edificio son rodeados por nativos con lanzas y arcos. Después de que Daniel logra comunicarse con estos, uno de ellos viendo a Teal'c, grita advirtiendo que es un Jaffa. El Coronel O'Neill intenta explicar que Teal'c es bueno, pero el aldeano acusa a Teal'c de ser el asesino de su padre. Teal'c acepta ser apresado, mientras al resto del SG-1 se le permite vagar libremente.
Mientras que Teal'c es puesto en una celda, Jack, Samantha y Daniel le preguntan si la acusación es cierta. Teal'c no recuerda al hombre, pero admite que él mató a mucha gente bajo el servicio de Apophis. Los aldeanos tienen una costumbre llamada el Cor'ai, que es una clase de juicio donde el acusador actúa como querellante, juez y jurado. Esto viene de la creencia de que solamente la víctima puede repartir un castigo apropiado. Es también evidente que la falta de honradez no existe en su cultura. 
Durante el Juicio Cor-ai, el aldeano que acusa Teal'c (Hanno) explica que cuando él era un niño, vinieron los Goa'uld y Teal'c mató a su padre. Teal'c recuerda y admite su culpabilidad. Cada miembro del SG-1 entonces le repite a Teal'c, que él ya no es el Jaffa de antes. O'Neill dice cómo Teal'c lo salvo a él, a su equipo y a la gente de Abydos por la libertad Jaffa. Daniel explica que a pesar de que Teal'c fue quién secuestro a su esposa, Sha're, convirtiéndola en anfitriona de Goa'uld, él es un buen amigo de Teal'c porque él sabe que la gente puede cambiar. Mientras tanto de vuelta en el SGC, O'Neill y Carter tratan de que el General Hammond apruebe el despliegue de unidades militares en Cathago, para disuadir a los nativos de que devuelvan a Teal'c, pero el General deniega esa acción, por la política de la Tierra de no intervenir en problemas de otros mundos. A pesar de los intentos del Coronel y la capitana estos vuelven al planeta sin ayuda. Hanno dice no estar satisfecho, y habla que los buenos actos de este Jaffa no pueden traer a su padre de vuelta. Teal'c es condenado a morir el día siguiente.
Mientras que habla con el resto del SG-1, Teal'c revela la razón de la muerte del padre de Hanno. Los aldeanos en el planeta no tenían ninguna defensa contra los Goa'uld, así que huyen y se esconden en cuevas cercanas. Nadie es dejado detrás, así que el grupo podría moverse solamente a la velocidad del miembro más lento. Apophis pidió a Teal'c matar a uno de los aldeanos, y Teal'c que intentaba ser lo más compasivo como le fuera posible, eligió al padre de Hanno, que era lisiado, porque permitiría que el grupo escapara más rápido la próxima vez.
El día siguiente, antes de la ejecución, el planeta es atacado otra vez por Apophis, y Teal'c defiende a Hanno y a las otras personas de los Jaffa. Hanno mira a Teal'c y dice que él se equivocó y que Teal'c no es el Jaffa que mató a su padre. Teal'c, deseando pagar justamente por sus crímenes, insiste en que es culpable, pero Hanno responde que no, ya que el Jaffa culpable, murió cuando Teal'c desertó a los Goa'uld. Al final, el SG-1 ofrece a los aldeanos defensas para protegerse contra los Goa'uld y vuelven a casa con seguridad.

## Artistas invitados
- David McNally como Hanno.
- Peter Williams como Apophis.